# Мирешегус Арена
«Мирешегус Арена» (швед. Myresjöhus Arena) — футбольний стадіон у місті Векше, Швеція, домашня арена ФК «Естерс». 
Стадіон побудований протягом 2011—2012 років та відкритий 1 вересня 2012 року поблизу стадіону «Варендсваллен». Потужність арени становить 12 000 глядачів, 10 000 з яких забезпечені сидячими місцями. Стадіон має футбольний профіль і відповідає вимогам ліги Аллсвенскан та УЄФА. Арена має трибуни під дахом, поле із природним покриттям та сучасну інфраструктуру. У 2011 році було підписано комерційну угоду із титульним спонсором ФК «Естерс», будівельною компанією «Myresjöhus», після чого стадіон отримав назву «Мирешегус Арена». Під час міжнародних матчів арена виступає як «Векше Арена».
Арена приймала матчі в рамках Чемпіонату Європи з футболу серед жінок 2013 року.
На стадіоні домашні матчі приймає збірна Швеції з футболу.